# Amon-Ra St. Brown
Amon-Ra Julian Heru J. St. Brown (Anaheim, 24 ottobre 1999) è un giocatore di football americano statunitense che milita nel ruolo di wide receiver per i Detroit Lions della National Football League (NFL).

## Carriera

### Detroit Lions
St. Brown al college giocò a football a USC. Fu scelto nel corso del quarto giro (112º assoluto) nel Draft NFL 2021 dai Detroit Lions. Debuttò come professionista nella gara del primo turno contro i San Francisco 49ers facendo registrare 2 ricezioni per 23 yard. Nel 13º turno segnò il touchdown della prima vittoria stagionale dei Lions su passaggio da 11 yard del quarterback Jared Goff a tempo ormai scaduto. Alla fine di dicembre fu premiato come rookie offensivo del mese in cui totalizzò 35 ricezioni per 340 yard e 3 touchdown. La sua prima stagione si chiuse con 90 ricezioni per 912 yard e 5 touchdown disputando tutte le 17 partite, di cui 9 come titolare.
Con due touchdown nella vittoria del secondo turno della stagione 2022 sui Washington Commanders, St. Brown pareggiò il record di franchigia di Herman Moore con la sesta gara consecutiva con un touchdown su ricezione. Inoltre pareggiò il record NFL, condiviso da Michael Thomas e Antonio Brown, con l'ottava gara consecutiva con almeno 8 ricezioni. Per questa prestazione fu premiato come giocatore offensivo della NFC della settimana. Nel 13º turno ricevette 11 passaggi per 114 yard e 2 touchdown nella vittoria sui Jacksonville Jaguars per 40-14. A fine stagione fu convocato per il suo primo Pro Bowl al posto di A.J. Brown, impegnato nel Super Bowl LVII, dopo 1.161 yard ricevute e 6 marcature.
Nel primo turno della stagione 2023 St. Brown andò subito a segno nella vittoria a sorpresa in casa dei Kansas City Chiefs campioni in carica. Nella settimana 15 superò Odell Beckham Jr. e Jarvis Landry al quarto posto per il maggior numero di ricezioni nelle prime tre stagioni nella NFL. Nel turno successivo ricevette 106 yard e un touchdown nella vittoria sui Minnesota Vikings che diede ai Lions la prima vittoria del titolo di division dopo trent'anni. La sua stagione si chiuse al secondo posto nella NFL con 119 ricezioni, al terzo con 1.515 yard ricevute e al quarto con dieci touchdown su ricezione, venendo convocato per il suo secondo Pro Bowl al posto dell'infortunato A.J. Brown e inserito nel First-team All-Pro.
Il 24 aprile 2024 St. Brown firmó con i Lions un rinnovo quadriennale del valore di 120 milioni di dollari che lo rese il ricevitore più pagato della lega. Nel Monday Night Football del quarto turno vinto contro i Seattle Seahawks passò un touchdown da 7 yard per il compagno quarterback Jared Goff. Nella settimana 7 ricevette 112 yard e un touchdown, con i Lions che inflissero la prima sconfitta stagionale ai Vikings. Nella settimana 11 ricevette un massimo stagionale di 161 yard e segnò due touchdown nella vittoria per 52-6 contro i Jacksonville Jaguars. A fine stagione fu convocato per il suo terzo Pro Bowl e inserito nel First-team All-Pro dopo essersi classificato secondo nella NFL in ricezioni (115), quinto in yard ricevute (1.263) e terzo in touchdown su ricezione (12).

## Palmarès
- Convocazioni al Pro Bowl: 3

2022, 2023, 2024
- First-team All-Pro: 2

2023, 2024
- Giocatore offensivo della NFC della settimana: 1

2ª del 2022
- Rookie offensivo del mese: 1

dicembre 2021

## Famiglia
È il fratello di Equanimeous St. Brown, ricevitore dei New Orleans Saints della NFL.